# Carlo Grassi
Carlo Grassi (Bolonha, 1519 - Roma, 25 de março de 1571) foi um cardeal do século XVI

## Biografia
Nasceu em Bolonha em 1519. De família patrícia e senatorial. Patrício bolonhês e conde palatino. Filho do senador e conde palatino Giannantonio Grassi e Diana Grati. Sobrinho-neto do Cardeal Achille de Grassis (1511). Seu sobrenome também está listado como De Grassis.
Estudou na Universidade de Bolonha, onde obteve o doutorado em utroque iure, tanto em direito canônico quanto em direito civil, em 1557..
Recebeu o subdiaconato. Cônego e arcipreste do capítulo da catedral de Bolonha, 1550. Camareiro privado de Sua Santidade, 1554..
Eleito bispo de Montefiascone e Corneto em 20 de dezembro de 1555. Consagrado (nenhuma informação encontrada). Abade comendador de Santa Maria in Cosmedin, Ravenna, 1559. Nomeado governador de Roma pelo Sagrado Colégio dos Cardeais durante a sé vaga, de 19 de agosto de 1559 a 26 de março de 1560. Governador da Úmbria e Perugia, 30 de março de 1560; vice-legado, 5 de maio de 1560 até junho de 1561. Vice-legado em Camerino, 18 de novembro de 1561 até 1562. Participou do Concílio de Trento, 11 de novembro de 1562 até seu encerramento em 1563; membro da comissão de revisão do decreto de reforma, 8 de outubro de 1563. Governador de Viterbo e do patrimônio de São Pedro, 20 de janeiro de 1564. Clérigo da Câmara Apostólica, 24 de março de 1565. Prefeito da Annona , 1565 Governador de Roma e vice-camerlengo da Santa Igreja Romana, de 8 de junho de 1569 a 17 de maio de 1570..
Criado cardeal sacerdote no consistório de 17 de maio de 1570; recebeu o chapéu vermelho e o título de S. Agnese in Agone, 9 de junho de 1570. Encarregada de buscar o apoio de Veneza e da Espanha para o estabelecimento da liga contra os turcos; e com a reforma de alguns órgãos da Cúria Romana..
Morreu em Roma em 25 de março de 1571. Sepultado à direita do altar-mor da igreja de SS. Trinità de' Monti, Roma.